# 妙瀧寺
妙瀧寺（みょうりゅうじ）は、大阪府豊能郡豊能町に所在する日蓮宗の寺院である。山号は松籟山（しょうらいざん）、本尊は日蓮大菩薩。創建年は不詳だが、第二次世界大戦後に設立された。

## 概要
妙瀧寺は、宗教儀礼として除霊・浄霊・霊視といった相談対応を行っている寺院である。公式情報によれば、霊的問題や精神的な悩みに対して、相談者に助言や祈祷を提供しているとされている。

## 歴史
妙瀧寺は、戦後の1940年代後半に「龍泉院慈徳妙修法尼」によって創建され、当初は「龍泉院」の名で活動していた。のちに、二代目住職・水野行順の代に日蓮宗へ改宗し、寺号を「妙瀧寺」に改めた。以降、宗教相談や供養の場として継続的に活動を行っている。

## 住職

### 水野 行順（第2代）
水野行順（みずの ぎょうじゅん）は妙瀧寺の第2代住職で、1970年代には以下のテレビ番組に出演し、霊的現象に関する助言などを行っていた。
- 『東芝ファミリーホール特ダネ登場!?』（日本テレビ、1970年 – 1979年）
- 『3時のあなた』（フジテレビ、1968年 – 1988年）

これらの出演により、妙瀧寺の名は一部で知られるようになった。

### 水野 行清（第4代）
水野行清（みずの ぎょうせい）は第4代住職であり、水野行順の子にあたる。寺院では除霊・浄霊・家系に関する相談などに対応しており、近年はオンライン通話による対応も行っているという。

## 交通アクセス
- 能勢電鉄妙見線「妙見口駅」より徒歩約16分
- 箕面有料道路「箕面とどろみIC」より車で約15分